# Milton Muke
 (mai 2023).
Si vous disposez d'ouvrages ou d'articles de référence ou si vous connaissez des sites web de qualité traitant du thème abordé ici, merci de compléter l'article en donnant les références utiles à sa vérifiabilité et en les liant à la section « Notes et références ».
Milton Muke, né le 10 juin 1951, est un ancien footballeur zambien. Il participe aux Jeux olympiques de 1980.